# Konrad IV. (Nürnberg)
Konrad IV. (* um 1220; † 1314), nach anderer Zählweise Konrad II., genannt der Fromme, war ein Graf von Abenberg und stammte aus dem Geschlecht der fränkischen Hohenzollern.
Er war der Sohn des Nürnberger Burggrafen Konrad I. und dessen zweiter Ehefrau Adelheid, Tochter von Heinrich III., Graf von Frontenhausen. Konrad IV. übernahm die Grafschaft Abenberg, nachdem die ursprüngliche Grafenfamilie der von Abenberg dort erloschen war und der Besitz von den Nürnberger Burggrafen gekauft worden war.

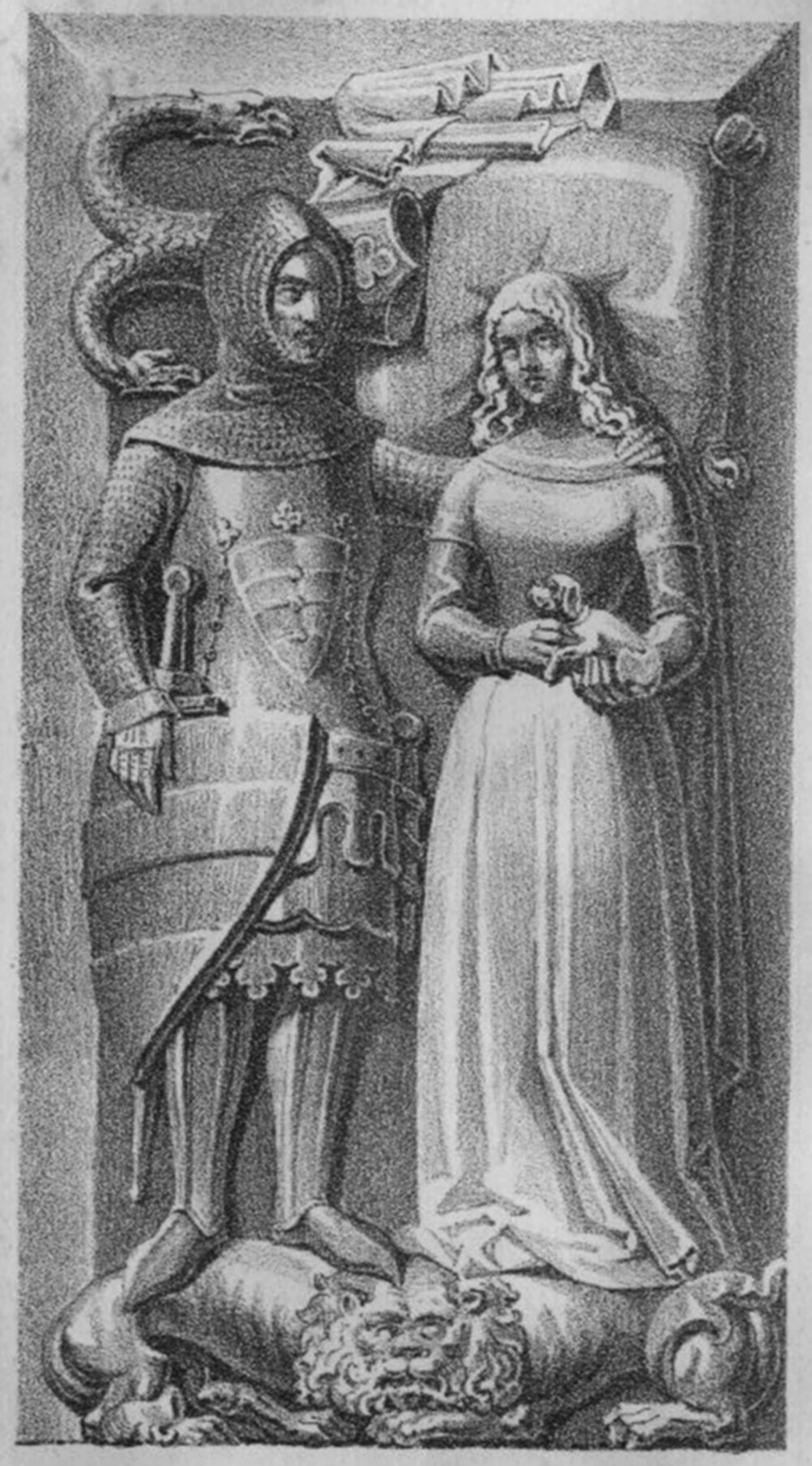
Grabmal von Tochter Agnes und Graf Friedrich von Truhendingen in der Kirche von Scheßlitz

Konrad war verheiratet mit Agnes († 1319)
, Tochter von Albrecht I., Graf von Hohenlohe-Speckfeld. Aus der Ehe gingen sieben Kinder hervor:
- Friedrich († 1303), Deutsch-Ordensritter
- Konrad († 1304), Deutsch-Ordensritter
- Gottfried († 1318), Deutsch-Ordensritter
- Agnes († 1318) ⚭ (I) Konrad, Graf von Öttingen; (II) Friedrich, Graf von Truhendingen
- Lukardis (1302–1326) ⚭ Konrad II., Graf von Schlüsselburg
- Zwei weitere Töchter

1294 stifteten Konrad II. von Nürnberg und seine Frau Agnes für ihre Söhne, die in den Deutschen Orden eingetreten waren, die Burg Virnsberg und die dazugehörigen Güter dem die Grundlage der Deutschordens Kommende Virnsberg wurde.